# Planctomycetes
Plancomycetes là nhóm vi khuẩn thủy sinh hiếu khí bắt buộc (cần oxy để phát triển). Nhóm vi khuẩn này sinh sản bằng hình thức nảy chồi. Về mặt cấu trúc, các vi khuẩn trong nhóm này có hình ovan (hình trứng) và có phần chân ống (stalk) nằm ở cực dinh dưỡng (ngược với cực sinh sản) để bám vào giá thể trong quá trình nảy chồi.
Các vi khuẩn thuộc nhóm này không có chất murein trong thành tế bào. Thay vào đó thành tế bào của Plancomycetes được tạo thành bới các phân tử glycoprotein giàu glutamate. Các phân tích RNA ribosome cho thấy Plancomycetes thuộc nhóm vi khuẩn thực (eubacteria) chứ không phải là nấm như phân loại trước kia. Mặc dù vậy tên của nhóm vi khuẩn này vẫn được giữ như trước và có vẻ như làm một nhóm nấm
Nhóm vi khuẩn Planctomycetes lại là vi khuẩn kỵ khí bắt buộc, chúng không thể sống trong môi trường có nhiều oxy tự do. Vi khuẩn anammox được cung cấp bởi công ty Công ty Meidensa, Nagoya, Nhật Bản. Vi khuẩn Planctomycetes dạng hạt màu nâu đỏ, bổ sung từ 20–50 mg hạt, làm nhuyễn thành dung dịch lỏng rồi cho vào bể phản ứng. Bơm lưu lượng sẽ bơm nước thải từ dưới lên đưa vi khuẩn Anammox bám vào vật liệu mang. Sau khi bổ sung vi khuẩn Anammox trên lớp vật liệu mang sẽ hình thành lớp màng sinh học có chứa vi khuẩn Anammox.